# Maxomys whiteheadi
Maxomys whiteheadi és una espècie de mamífer rosegador de la família dels múrids. Viu a altituds de fins a 2.100 msnm a Brunei, Indonèsia, Malàisia i Tailàndia. Els seus hàbitats naturals són els boscos, els manglars i certs tipus de plantacions. Està amenaçat per la destrucció del seu medi. L'espècie fou anomenada en honor de l'explorador britànic John Whitehead.